# Klášter dominikánů (Ústí nad Labem)
Dominikánský klášter v Ústí nad Labem je barokní budova někdejšího kláštera s přilehlým kostelem svatého Vojtěcha řádu bratří kazatelů - dominikánů v Ústí nad Labem. Zdejší konvent existoval v letech 1617-1935 a poté ještě v letech 1945-1950 (mezidobí v letech 1935-1945 na tomto místě působili obláti). Budova kláštera je chráněna jako kulturní památka.

## Historie

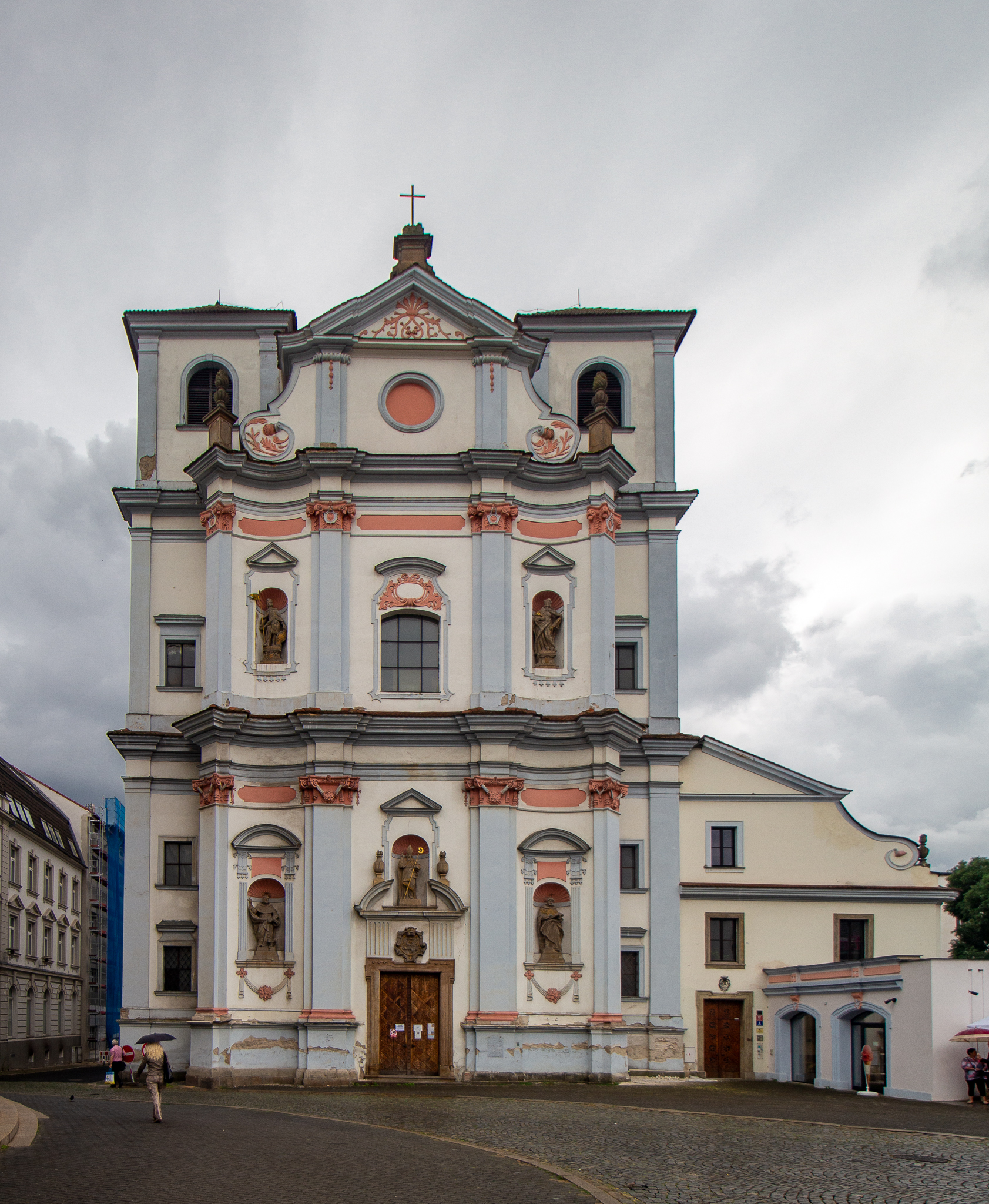
Klášterní kostel sv. Vojtěcha

Řád dominikánů do Ústí nad Labem povolal v roce 1617 tehdejší ústecký primátor Jan Arnošt Schösser z Emblebenu, kteří podle jeho přání měli bojovat za rekatolizaci města. Císař Matyáš k založení kláštera dal souhlas. Dominikánům byl přikázán tzv. „český“ kostel svatého Vojtěcha a dalších 15 zřízených domů. Ústecký primátor Schösser však svou horlivost v rekatolizaci zaplatil životem při tzv. „ústecké defenestraci“ v listopadu téhož roku. 
Po celou dobu své existence (1617-1935) byl klášter poměrně malý. Nejprve byli v klášteře řeholníci dva, v 18. století až dvanáct, ale v 19. století počet opět klesl na dva členy. Klášter patři vždy rovněž mezi nejchudší kláštery české provincie. Zprvu byli dominikáni ve sporu s Ústím nad Labem, protože si město činilo nároky na užívání kostel sv. Vojtěcha. Po delším právním sporu, který řád vyhrál, byla roku 1650 dokončena stavba kostela. Hlavní činnost kláštera spočívala především v rekatolizaci (kázání, mše, misie) města a jeho okolí. Jinak sdílel klášter osudy města Ústí a společně s ním zvláště trpěl v sedmileté válce. Když Josef II. začal rušit kláštery, bylo roku 1785 oznámeno i zrušení ústeckého dominikánského kláštera. Na žádost magistrátu však bylo od zrušení upuštěno. Klášter však stále upadal, až v roce 1935 byl z rozhodnutí řádu zrušen. Dominikáni odešli do litoměřického kláštera. Klášter převzali obláti. Po roce 1945 byl klášter obnoven. V roce 1950 však v rámci Akce K řeholní společenství v klášteře opět zaniklo.
V 90. letech 20. století byla komunita dominikánů v ústeckém klášteře na několik let obnovena, na počátku 21. století však zde stálá komunita není.